# Paramerión

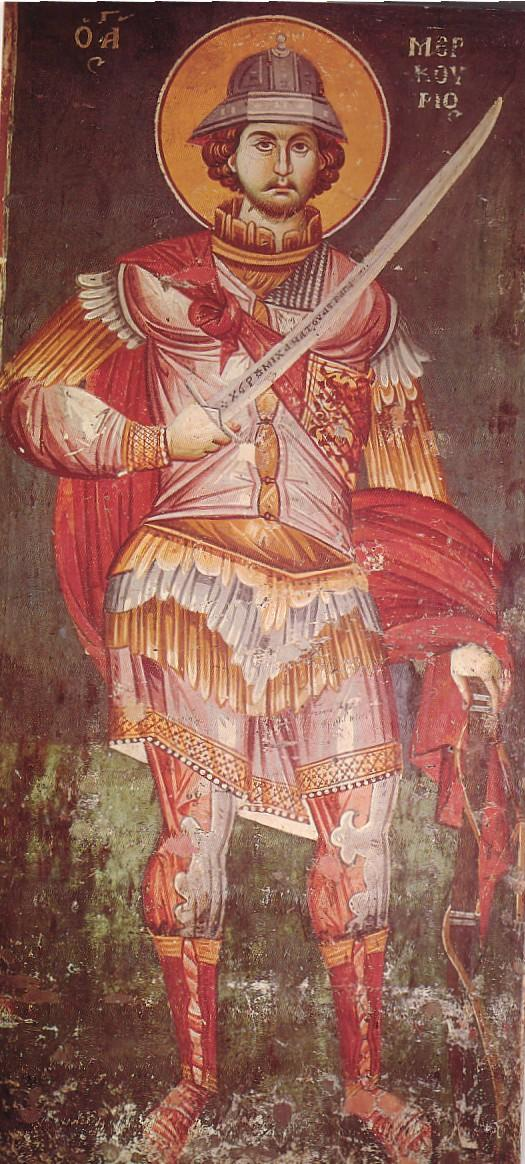
Fresco bizantino de san Mercurio en Ohrid (Macedonia del Norte), fechado hacia 1295. Se le aprecia armado con un paramerión.

El paramerión (griego medieval: Παραμήριον, «junto al muslo»; plural parameria) fue una espada de tipo sable curvo de un solo filo usado por el ejército del Imperio romano de Oriente desde finales del siglo IX.

## Significado
La palabra paramerión  es mencionada por primera vez en las Novellae Constitutiones a mediados del siglo VI, refiriéndose a un tipo de espada ceremonial. Sin embargo, el término es confuso, para mediados del siglo XV, los mercenarios griegos al servicio de la República de Venecia usaban un sable curvo al que llamaban spatas, no paramerión.
Además, paramerión también era una denominación una variedad de cuchillos y espadas, tanto curvos como rectos. En manuales militares romanos es una denominación para la espada de doble filo que llevaban los infantes, que iba colgada del cinturón y medía cuatro palmos, también llamada spathion zostikion. Pero no debe confundirse con otra espada de un solo filo usado en la época, llamada indistintamente májaira o romfaja, pero que se llevaba en un tahalí, mientras que el paramerión ceñido en la cintura, de ahí su nombre.

## Adopción
Originado en Asia, el sable llegó a Europa a través de los ávaros, encontrándose los primeros ejemplos en tumbas de la llanura panónica de los siglos VII y VIII, volviéndose el arma predilecta de los pueblos nómadas, por ejemplo, los magiares usaban exclusivamente estas espadas. Restos arqueológicos de los siglos IX y X indican que su uso estaba muy extendido entre los pueblos eslavos. Según el historiador militar francés Thomas Salmon, por su descripción recuerda una májaira larga, pudiendo ser descendiente del palash, un «proto-sable» de hoja recta, ancha y de un filo aparecido en el siglo VII. O quizás, fue adoptada del pharganoi de los turcos y jázaros, que empezaron a servir en la guardia imperial desde el siglo IX. Otra teoría propone que fue introducido por los mercenarios pechenegos y cumanos que sirvieron en el ejército de Constantinopla.
Los cambios producidos durante la dinastía macedónica llevaron al reemplazo de varias armas de combate cuerpo a cuerpo, por ejemplo, el hacha fue desplazada por la maza para mediados del siglo X; y junto a la maza con cabeza de hierro, el paramerión fue adoptado por los catafractos para los combate cuerpo a cuerpo contra caballería e infantería. Para los siglos XVIII y XIX, por la influencia turca, los griegos preferían usar cuchillos largos o espadas cortas de origen turco (yatagani) y espadas de hoja larga y ancha (pala).

## Uso
Según algunas interpretaciones de los textos medievales, fue adoptada también por la infantería, sin embargo, otras señalarían que los infantes usaban otra arma de nombre similar porque también se llevaba colgando.
Para unidades de infantería pesada como los peltastos y skutatoi, habría sido un arma secundaria si se la compara con la pesada pica menaulion. Se utilizaba en el combate cuerpo a cuerpo, usada por la infantería junto con el hacha ligera de dos hojas tzikourion y la espada recta spathion; esta última era descendiente de la spatha usada en la Antigüedad tardía. Junto al tzikourion también era un arma secundaria para los infantes ligeros o psiloi, que usualmente llevaban jabalinas, hondas o arcos y flechas.
Sin embargo, parece ser que por su longitud, tanto el spathion como el paramerión se consideraban armas de caballería. Tradicionalmente ambas armas medían unos cuatro palmos, es decir, unos 12 dedos, equivalentes a unos 91,4 centímetros, por lo que encajaban en la descripción de las espadas de caballería de los manuales militares de la época. Según el emperador Nicéforo II en su Praecepta Militaria, todo jinete debía portar una espada, y un catafracto dos, junto a una maza, una lanza y un arco.